# Sonet barnfieldowski
Sonet barnfieldowski – odmiana sonetu angielskiego, stosowana przez Richarda Barnfielda. Sonet barnfieldowski ma siedem rymów ułożonych według schematu abba cddc effe gg.
Sonet barnfieldowski jest trzecią, obok sonetu spenserowskiego i sonetu szekspirowskiego powstałą w renesansowej Anglii modyfikacją formy sonetu.